# Lignières-la-Carelle

Lignières-la-Carelle este o comună în departamentul Sarthe, Franța. În 2009 avea o populație de 400 de locuitori.